# Shock Flyer

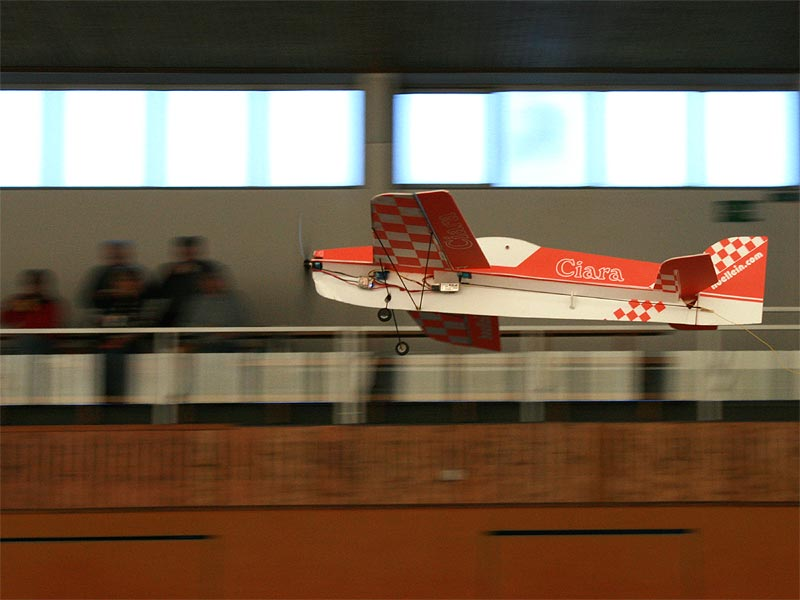
Shock Flyer Ciara von Hoellein (0,8 m
Spannweite) im Vorbeiflug

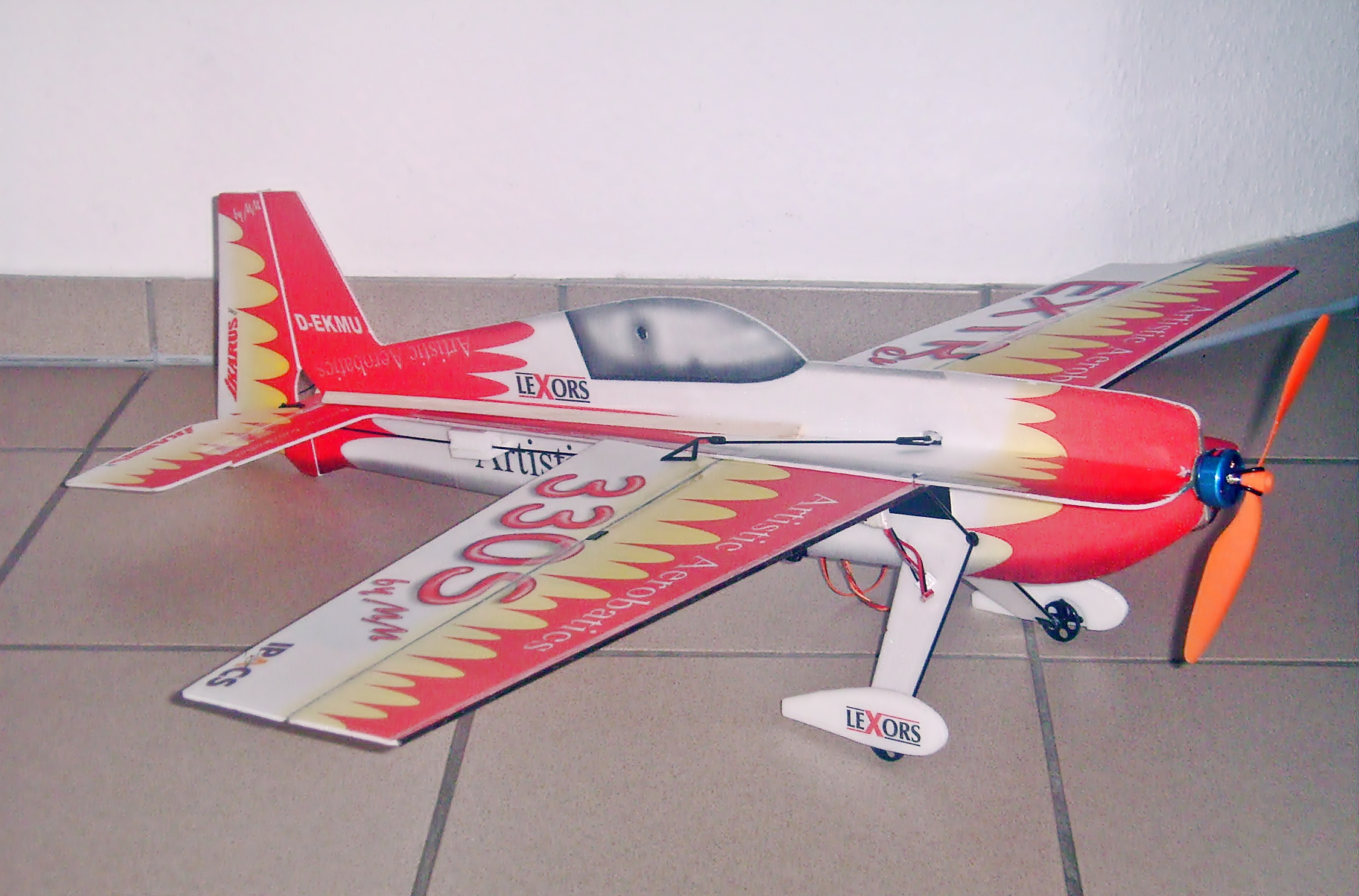
Shock Flyer EXTRemA 330S
von Ikarus (0,8 m Spannweite).
Der Extra 330s von Walter Extra nachempfunden.

Ein Shock Flyer (von engl.: shock „Stoß“, „Aufreger“ und flyer „Flieger“) ist ein ferngesteuertes kunstflug- und 3D-fähiges Modellflugzeug in Leichtbauweise, das speziell für das Hallenfliegen (Indoor-Fliegen) konstruiert ist.

## Steuerung
Ein Shock Flyer wird über Höhen-, Seiten- und Querruder gesteuert. Meist wird für beide Querruder zusammen ein Servo verwendet.
Insbesondere für Wettbewerbsmodelle wurde mit dem Verstellpropeller – auch VPP-System (variable pitch prop) genannt – eine weitere Steuermöglichkeit entwickelt. Der Verstellpropeller wird über ein zusätzliches Servo angesteuert und arbeitet wie die Blattverstellung eines Hubschraubers. Dadurch kann das Modell rückwärts fliegen, ohne die Drehrichtung des Motors zu ändern.

## Schub-Gewicht-Verhältnis
Ein wichtiges Shock-Flyer-Merkmal ist das Schub-Gewicht-Verhältnis. Liegt der Wert über eins, erzeugt der Antrieb mehr Schub als das Modell wiegt. Im Normalfall verfügen Shock Flyer über ein Schub-Gewichts-Verhältnis von 1,5:1 bis 5:1.

## Antrieb
Um einen Schub-Gewichts-Verhältniswert von über eins zu erreichen, werden Shock Flyer in der Regel von kleinen bürstenlosen Elektromotoren (Brushlessmotoren) und Lithium-Polymer-Akkus (LiPo) in speziellen Akkupacks betrieben.

## Konstruktion
Die Grundidee der Konstruktion ist der Einsatz von mit Carbonstäben verstärktem und stabilisiertem Depron (oder Selitron) für den Kreuz-Rumpf und die Flächen.
Häufig werden noch zusätzliche Depronstücke als Leitflächen an den Tragflächen befestigt, um die Flugeigenschaften in bestimmten Flugsituationen zu verbessern.

## Technische Daten
Das Abfluggewicht der Standardkonstruktionen liegt bei 25 g bis 200 g, die Spannweite bei ca. 0,8 m. Es gibt aber auch Modelle mit bis zu 2 m Spannweite, die dann aber 400 g bis 1000 g wiegen.

## Geschichte
Der klassische Shock Flyer geht auf den mehrfachen Deutschen Indoor-Kunstflugmeister Martin Müller zurück, nach dessen Design Shock Flyer von der Firma Ikarus seit 2002 angeboten werden. Der Typ wurde danach in ähnlicher Bauweise von vielen Firmen angeboten und dabei auch bzgl. der Stabilität und Flugeigenschaften weiterentwickelt; auch der komplette Selbstbau durch Zuschnitt der benötigten Teile aus Depronplatten ist üblich.

## Was ist möglich
Mit einem Wettbewerbs-Shockflyer (Schub-Gewichts-Verhältnis größer als 4:1 und Verstellpropeller) können von geübten Piloten auf engstem Raum Rolle, Looping, Turn, Kubanische Acht, Rollenkreis, Torquerolle, Rollenlooping, Gerissene Rolle, Messerflug, Snap, Inverted-Spin, Messertrudeln, Tic-Toc, Slip, Inverted-Hover, Waterfall, negativer Looping, liegende Acht im Messerflug und vieles mehr geflogen werden.